# زايد الراشدي
محمد عبد المتین خان زاہد المعروف بـ مولانا أبو عمار زايد الراشدي (مواليد 28 أكتوبر 1948) هو عالم مسلم باكستاني وكاتب ومحرر وكاتب عمود ومدير مؤسس لأكاديمية الشريعة بجوجرانوالا. شغل مناصب مختلفة في مؤسسات سياسية وتعليمية مختلفة.

## سيرته
ولد الراشدي في غخار، حفظ القرآن من مدرسة تجويد القرآن في غخار ودرس نظاميًا في جامعة نصرت العلوم في جوجرانوالا عند والده محمد سرفراز خان سافدار وعمه عبد الحميد سواتي. كما درس في وفاق المدارس العربية بباكستان.
عمل كمدرس للدرس النظامي في مدرسة أنوار العلوم في جوجرانوالا من 1970 إلى 1990، ويشغل حاليًا منصب الرئيس وشيخ الحديث في جامعة نصرت العلوم في جوجرانوالا منذ عام 2000. كما عمل كعضو في المجلس الأكاديمي الوطني لمعهد الدراسات السياسية في إسلام آباد.
عمل زايد الراشدي سكرتيرًا إعلاميًا لجمعية علماء الإسلام في باكستان (كنائب لمفتي محمود من 1975 إلى 1980)، ونائب الأمين العام لجمعية علماء الإسلام في باكستان من 1980 إلى 1990، والأمين العام للتحالف الوطني الباكستاني في البنجاب من 1977 إلى 1979 ونائب الرئيس التحالف الجمهوري الإسلامي في البنجاب من 1987 إلى 1990.

## مؤلفاته
نشر منذ عام 1965 أكثر من 2000 مقال في القضايا العلمية والسياسية والوطنية في مختلف الصحف والمجلات ومجموعات الكتب حول مواضيع مختلفة.
- خطبة الراشدي [5]
- عصر الحذر من الاجتهاد [6]
- دين المدارس كنصب النظام.[7]

## التكريم
- تمغة الامتياز في التربية والتعليم (2015).[8]
- عضو سابق في معهد دراسات السياسات (باكستان)
- كما أنه يلقي محاضرًا كضيف في مؤسسات مختلفة.[2][9]